# 直距淫羊藿
直距淫羊藿（学名：Epimedium mikinorii）为小檗科淫羊藿属下的一个种。

## 扩展阅读
- 維基物種上的相關：直距淫羊藿